# بطولة أستراليا المفتوحة 2000 - الزوجي المختلط
في بطولة أستراليا المفتوحة 2000 - الزوجي المختلط فاز كل من ريناي ستابس وجاريد بالمر على أرانتشا سانتشيث فيكاريو وتود وودبريدج في المباراة النهائية بنتيجة 7–5، 7–63.

## التوزيع
1. آنا كورنيكوفا /  يوناس بيوركمان (نصف النهائي)
2. ليزا ريموند /  ليندر بايس (الجولة الأولى)
3. ريناي ستابس /  جاريد بالمر (البطولة)
4. أرانتشا سانتشيث فيكاريو /  تود وودبريدج (النهائي)
5. نتاشا زفريفا /  مارك وودفورد (ربع النهائي)
6. ايلينا ليخوفتسيفا /  جيف تارانغو (ربع النهائي)
7. كارولين فيس /  جون لافني دي جاجر (الجولة الثانية)
8. إيلينا تاتاركوفا /  أندريه أولهوفسكي (ربع النهائي)

## المباريات

### مفتاح
- Q = متأهل Qualifier
- WC = وايلد كارد Wild Card
- LL = خاسر محظوظ Lucky Loser
- Alt = بديل Alternate
- SE = Special Exempt
- PR = تصنيف محمي Protected Ranking
- w/o = فوز سهل Walkover
- r = انسحاب Retired
- d = Defaulted
- SR = Special ranking
- ITF = ITF entry
- JE = Junior exempt

### النهائي
| النهائي |                                      |   |    |  |  |  |  |
|         |                                      |   |    |  |  |  |  |
| 3       | ريناي ستابس جاريد بالمر              | 7 | 7  |  |  |  |  |
| 4       | أرانتشا سانتشيث فيكاريو تود وودبريدج | 5 | 63 |  |  |  |  |